# Teste das Múltiplas Latências do Sono
O Teste das Múltiplas Latências do Sono (TMLS), também conhecido como Teste das Latências Múltiplas do Sono (MSLT), é uma ferramenta diagnóstica utilizada para avaliar distúrbios do sono. O teste consiste em medir o tempo que leva para uma pessoa adormecer durante períodos programados de cochilo diurno, conhecido como latência do sono. A premissa do teste é que quanto mais sonolenta uma pessoa estiver, mais rapidamente ela adormecerá durante esses períodos de cochilo.
O TMLS é empregado para avaliar distúrbios centrais de hipersonia, como narcolepsia ou hipersonia idiopática. Além disso, é utilizado para distinguir a fadiga da sonolência diurna excessiva genuína. Seu principal objetivo é determinar a rapidez com que uma pessoa adormece em um ambiente propício, avaliar a consistência ou variabilidade desse padrão e identificar possíveis anormalidades na transição para o sono REM. Essa análise pode ser fundamental para identificar e diferenciar uma variedade de problemas relacionados ao sono.
O teste consiste, geralmente, em quatro ou cinco sonecas de 20 minutos programadas ao longo do dia com intervalos de aproximadamente duas horas entre elas, geralmente acompanhado por um estudo do sono noturno. Durante cada soneca, os equipamentos registram eletroencefalografia (EEG), as ondas cerebrais, oculares e musculares da pessoa monitorada.